# It's About Time
It's About Time är den amerikanska poprock-gruppen the Jonas Brothers första studioalbum som släpptes den 8 augusti 2006 endast i USA. Skivan såldes i totalt 62 000 exemplar.

## Låtlista
1. What I Go To School For - 3:33
2. Time for Me to Fly - 3:05
3. Year 3000 - 3:20
4. One Day At A Time - 3:55
5. 6 Minutes - 3:06
6. Mandy - 2:48
7. You Just Don't Know It - 3:38
8. I Am What I Am - 2:10
9. Underdog - 3:16
10. 7:05 - 3:48
11. Please Be Mine - 3:14

## CD-singlar
- Mandy
- Year 3000